# Kathryn McGuire
Kathryn McGuire (6 de dezembro de 1903 - 10 de outubro de 1978) foi uma atriz e dançarina estadunidense da era do cinema mudo, e que atuou em 81 filmes entre 1919 e 1959. Retirou-se do cinema nos anos 1930, e nos anos 1950 apenas participou de algumas séries de televisão.

## Biografia

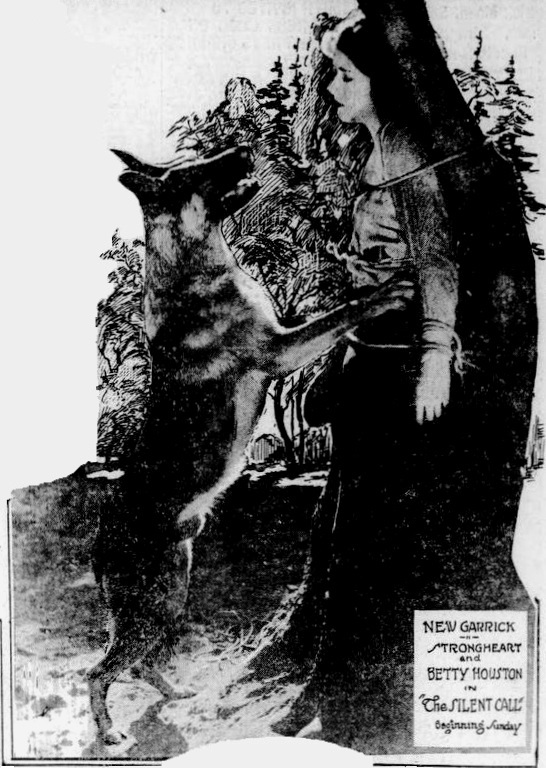
Cartaz do filme The Silent Call, de 1921, estrelado por McGuire.

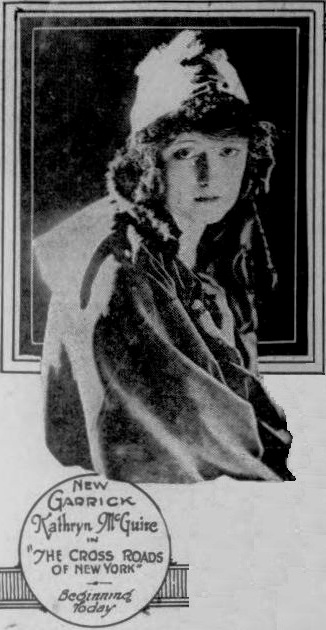
Cartaz da comédia The Crossroads of New York, de 1922, com McGuire.

Nascida em Peoria, Illinois, em 1922 foi escolhida como uma das WAMPAS Baby Stars, na primeira edição do Wampas, ao lado de atrizes como Louise Lorraine e Helen Ferguson. The WAMPAS Baby Stars foi uma campanha promocional, patrocinada pela United States Western Association of Motion Picture Advertisers, uma associação de anunciantes de cinema, que homenageava treze (quatorze em 1932) jovens mulheres a cada ano, as quais eles acreditavam estarem no limiar do estrelato cinematográfico. Elas foram selecionadas a partir de 1922, até 1934, e eram premiadas anualmente e homenageadas em uma festa chamada WAMPAS Frolic.
Muito jovem ainda, sua família se mudou para Aurora, Illinois e depois para Chicago. Kathryn estudou no Jennings Seminary em Aurora. Quando tinha 14 anos, sua família foi para a Califórnia, e lá ela se interessou pela dança, recebendo aulas de ballet.

## Carreira
Enquanto estava estudando dança no Hollywood High School, participou em uma exibição no Maryland Hotel, em Pasadena, Califórnia, e entre os espectadores estava Thomas H. Ince, que ofereceu a Kathryn um número solo em uma produção. Sua dança rendeu, além do trabalho com Ince, trabalho na Universal Pictures e com Mack Sennett. Foi Sennett quem reconheceu seu talento, em uma de suas comédias.
Seu primeiro filme foi a comédia curta Trying to Get Along (1919), de Mack Sennett, em que atuou não-creditada num pequeno papel, de uma garota do Cabaré. Depois de várias comédias, seu primeiro papel dramático foi em The Silent Call (1921). Ela é mais lembrada, porém, pelas atuações ao lado de Buster Keaton, em Sherlock, Jr. e em The Navigator (ambos de 1924) respectivamente. Ela também atuou ao lado de Gladys Walton em Playing with Fire (1921) para a Universal, além de The Flame of Life (1923), com Priscilla Dean. Por volta de 1930, porém, sua carreira cinematográfica terminou. Nos anos 50 teve duas participações em séries de televisão, em The Thin Man, em 1958, e em Dragnet, atuando pela última vez, no episódio The Big Starlet, que foi exibido em 17 de março de 1959.

## Vida pessoal e morte
Kathryn casou com George Landy e viveram juntos até a morte dele, em 9 de agosto de 1955.
Kathryn McGuire morreu de cancer em 1978, em Los Angeles, Califórnia, e está sepultada no Inglewood Park Cemetery, ao lado do marido.

## Filmografia parcial
- Trying to Get Along (1919)
- Down on the Farm[8] (1920)
- Molly O' (1921)
- Playing With Fire (1921)
- The Woman of Bronze (1923)[9]
- The Shriek of Araby[10] (1923)
- Sherlock Jr. (1924)
- The Navigator[11] (1924)
- Two Fisted Jones[12] (1925)
- Easy Going Gordon (1925)
- With Buffalo Bill on the U. P. Trail (1926)
- The Mystery Pilot (seriado, 1927)
- There It Is (1928)
- Lilac Film)[13] (1928)
- The Lost Zeppelin (1929)